# تبعیض جنسی در صنعت فناوری
تبعیض جنسی در صنایع فناورانه می‌تواند آشکار، ظریف یا پنهان باشه که موجب علاقه‌ی کمتر، دسترسی‌پذیر کمتر و همچنین سوددهی کمتری برای زنان در صنعت فناوری می‌گردد. در حالی که مشارکت زنان در صنعت فناوری برحسب منطقه متفاوت است، به طور کلی بسته به معیار مورد استفاده حدود ۴ تا ۲۰ درصد است. علل احتمالی که توسط محققان مورد مطالعه قرار گرفته‌اند عبارتند از: کلیشه‌های جنسیتی، سرمایه‌گذاری تحت تأثیر این باورها، محیط تحت سلطه مردان، عدم آگاهی در مورد آزار جنسی و فرهنگ خود صنعت.

## آمار
در سال ۱۹۷۰، ۱۳/۶ درصد از مدارک لیسانس علوم کامپیوتر و علوم اطلاعات ایالات متحده به زنان اعطا شد. تا سال ۱۹۸۴، این تعداد به ۳۷/۱ درصد افزایش یافت. با این حال، در سال ۲۰۱۱، این درصد پس از دو دهه و نیم کاهش یافت،  و تنها ۱۷/۶ درصد از مدارک کارشناسی علوم کامپیوتر به زنان اختصاص یافت. از سال ۲۰۰۷ تا ۲۰۱۵، این تعداد مشابه باقی ماند و بین ۱۷/۶-۱۸/۲ درصد متغیر بود. در سال‌های ۲۰۱۸ و ۲۰۱۹، سال‌های آخر با داده‌های موجود از دولت ایالات متحده، به ترتیب ۱۹ و ۲۰ درصد از مدارک علوم کامپیوتر و اطلاعات آمریکا به زنان اعطا شد.
در ماه مه ۲۰۱۴، گوگل در وبلاگ رسمی خود پست کرد که تنها ۳۰ درصد از کارکنان آن در سراسر جهان زن هستند.
در ژانویه ۲۰۱۵، نیویورک تایمز گفت: «بزرگترین شرکت‌های فناوری گزارش‌هایی را منتشر کرده‌اند که نشان می‌دهد تنها ۳۰ درصد از کارکنان آن‌ها زن هستند»،  که درصد کارکنان فنی حتی کمتر است.
بررسی مجله فورچون از داده‌های موجود برای ۹۲ شرکت سرمایه‌گذاری خطرپذیر مستقر در ایالات متحده که بین سال‌های ۲۰۰۹ تا ۲۰۱۴ «حداقل یک سرمایه ۲۰۰ میلیون دلاری یا بیشتر» جمع آوری کرده بودند، نشان داد که «تنها ۱۷ شرکت حداقل یک شریک زن ارشد داشتند» و  تنها ۴/۲ درصد از آن‌ها «شریک‌های سرمایه‌گذاری خطرپذیر آن‌ها» زن بودند.
یک وب سایت عمومی برای نمایش داده‌های تنوع و گوناگونی ایجاد شده است تا امکان دسترسی به داده‌های تنوع را برای شرکت‌های خاص فراهم کند.
تنها ۱۱ درصد از مدیران دره‌ی سیلیکون و حدود ۲۰ درصد از توسعه‌دهندگان نرم افزار زن هستند. در گوگل ، تنها ۱۸ درصد از کارکنان فنی زن هستند. در فهرست برترین سرمایه گذاران فناوری فوربس در سال ۲۰۱۵، از ۱۰۰ سرمایه گذار، تنها ۵ درصد زن هستند. درآمد زنان در فناوری کمتر از مردان است و مردان تا ۶۱ درصد بیشتر از زنان درآمد دارند. بر اساس مقاله‌ای در اکتبر ۲۰۱۴ در نیویورک تایمز، «سوگیری علیه زنان در فناوری فراگیر است.» 

## علل احتمالی
چندین علت و نظریه احتمالی پشت تبعیض جنسیتی در صنعت فناوری وجود دارد.

### بررسی کمک‌های مالی و اعتقاد آگاهانه به تفاوت‌های فکری بر اساس جنسیت
برخی از محققانی که در مورد تبعیض در صنعت فناوری مطالعه می‌کنند، استدلال می‌کنند که از آنجایی که تصمیم‌گیرندگان در صنعت فناوری اغلب بر این باورند که مردان ذاتاً از نظر فنی صلاحیت بیشتری نسبت به زنان دارند، آن‌ها فکر می‌کنند که از نظر اقتصادی با به کارگیری پرسنل فنی مرد و اختصاص بودجه‌های بالاتر به آنها سرمایه‌گذاری بهتری انجام داده‌اند. بر اساس این مدل، این سرمایه‌گذاری‌ها منجر به فرصت‌های بیشتری برای کارکنان مرد برای تولید نتایج با کیفیت بالا می‌شود، که به نوبه خود سوگیری آماری را تقویت می‌کند و به عنوان استدلالی برای برتری فنی مردانه استفاده می‌شود، و باعث پیش‌گویی خودشکوفایی می‌شود. این محققان استدلال می‌کنند که مشکل اصلی سوگیری ناخودآگاه نیست، بلکه اعتقاد آگاهانه به تصورات ظاهراً علمی تفاوت‌های جنسی است، با استناد به این که درصد زنان در کارهای فنی با بالاترین کیفیت علیرغم کاهش تعصبات جنسی سنتی و ناخودآگاه و سهمیه زنان کاهش یافته است. در سطوح پایین‌تر فناوری (اگرچه ادعاهای ظاهراً علمی در مورد تفاوت‌های جنسی افزایش یافته است و می‌تواند دلیل افزایش تبعیض در فناوری برتر باشد). در حالی که این مدل بیان می‌کند که تبعیض سیستماتیک نسبت به زنان در فناوری وجود دارد، آن را در نتیجه مسائل سرمایه‌گذاری اقتصادی خاص توضیح می‌دهد و ساختار مردسالارانه در سطح جامعه را فرض نمی‌کند و حتی این تبعیض لزوماً باید به نفع مردان در تمام جنبه‌های جامعه باشد.

### کلیشه‌های جنسیتی
مردان معمولاً معتبرتر  و تأثیرگذارتر از زنان دیده می‌شوند. در کارهایی که جامعه مردانه تلقی می‌کند، زنان تأثیر کمتری دارند و متخصص به حساب نمی‌آیند. تنها زمانی که یک کار کلیشه‌ای زنانه باشد، زن نفوذ یا اقتدار بیشتری نسبت به مرد خواهد داشت. نقض هنجارهای کلیشه‌ای جنسیتی منجر به مجازات‌های اجتماعی می‌شود.
عقیده بر این است که مردان دارای خودباوری بیشتری هستند و انگیزه بیشتری برای تسلط بر محیط خود دارند [در حالی که] اعتقاد بر این است که زنان فداکارتر هستند و به دیگران اهمیت می‌دهند.

## راه حل‌های پیشنهادی
نقش‌ها و انتظارات جنسیتی کنونی ممکن است زنان را از ورود، حفظ و پیشرفت در حوزه فناوری باز دارد. برای مبارزه با تبعیض جنسی در فناوری، محققان پیشنهاد کرده‌اند که شرکت‌ها به جای اینکه انتظار داشته باشند که زنان با وضعیت فعلی محیط کار سازگار شوند، مسئولیت‌پذیری کنند و مسائل ساختار سازمانی خود را تغییر دهند. یکی از تغییرات پیشنهادی این است که برنامه های متنوعی داشته باشیم. شرکت‌ها باید اطمینان حاصل کنند که محیط‌های کاری آن‌ها به افراد با پیشینه‌ها و فرآیندهای فکری مختلف اجازه می‌دهد تا برای دستیابی به اهداف سازمانی به طور مشترک کار کنند. به عقیده شیبینگر، زنان نباید با این حرفه هماهنگ شوند، بلکه باید آن را اصلاح کنند. افزایش اقلیت‌ها در فناوری اطلاعات، اگر صنعت ناسازگاری وجود داشته باشد، معنایی ندارد. ری مک کارتی، معلم آموزش فناوری مدرسه راهنمایی، معتقد است که مدارس نقش مهمی در راه حل تبعیض جنسی در صنعت فناوری دارند. او پیشنهاد می‌کند که کلاس‌های درس احساس خوشامدگویی داشته باشند که همه دانش‌آموزان را درگیر می‌کند، علایق آنها را تأیید می‌کند و از تحقیقات مثبت حمایت می‌کند.